# Корона (шляхетський герб)

Герб Корона

Корона - шляхетський герб часів Речі Посполитої, яким користувались шляхетські роди Польщі, України та Білорусі. 
Вважається, що походить з Кашубщини. Також має назви Чешевський або Цесевський.

## Опис герба
Герб відомий щонайменше у чотирьох варіантах. 
Описи подані відновідно до правил блазонування, запропонованих Альфредом Знамієровським. 
Корона І (Чешевський, Цесієвський): У блакитному полі золота корона, чотири роги буйвола, чорні, по два на сторону. Коштовність: над коронованим шоломом, половина срібного козла. Сині лабри, викладені золотом.
Корона Іа (Чешевський, Цесієвський): Червоне поле, срібні роги.
Корона II (Чешевський різний): Лише два роги, козли, кольори поля та роги невідомі, козел у коштовності, зверненій ліворуч.
Корона ІІа (Чешевський різний): Лише два роги буйвола, між ними зірка, в коштовності є роги із зіркою, як на емблемі. Кольори поля, кутів та зірок невідомі.
Корона І (Герб Чешевський, Цесевський):  У блакитному полі золота корона, над неї чотири роги буйвола, чорні, по два з кожного боку. Клейнод: над коронованим шоломом, половина срібного козла. Сині лабри (намет), гаптовані золотом.
Корона Іа (Герб Чешевський, Цесевський): Червоне поле, срібні роги.e.
Корона II  (Чешевський інший): Роги тільки два, козлині, кольори поля та роги невідомі, козел у шоломі звернений ліворуч.
Корона IIa (Чешевський інший): Роги буйвола тільки два, між ними зірка, в клейноді є роги із зіркою, як на щиті. Кольори поля, рогів та зірок невідомі.
|                |
| Herb Korona Ia |

|                |
| Herb Korona II |

|                 |
| Herb Korona IIa |

## Історія
В набуває поширення за часів Речі Посполитої (з XVI ст.). Згадується в численних німецьких та польськомовних джерелах. Основний варіант згадують: Каспер Несецький, Юліуш Кароль Островський (Книга гербова польських родин), Францишек Пекосинський (Герольд Польщі або Геральдичний путівник Польщі), Адам Бонецький (Гербар Польський), Северин Уруський (Родина. Гербач польський) та Емільян Селига-Жерницький (Der Polnische Adel). 
Варіант Іа поданий Нові Зібмахером (Nowy Siebmacher). Варіанти II і IIa згадані Ф. Пекосинським за одним з рукописів гербової книги Дахновського.
Вважається, що родина кашубів з Чешево була гілкою могутнього поморського князівського роду Бонинів (Boninów). Представники цього роду взяти прізвища зі своїх маєтків: Славяновські, Сулицький, а також Чешевські. 
За словами Несецького, Чешевські померли в 1662 році. За словами Бонецького, Чешевські не вигасли в 1662 р. Він згадує Якуба Чешевського в 1697 р. 
Згодом також згадуються, в землі Битовській Чешевські (Цесевські) герба Корона.

## Роди
Гербом Корона користувались шляхетський рід Бонін та їхні родини: Чешевські, Славяновські, Сулицький та Зулицькі (Zulicki).
Тадеуш Гайль також згадує дві родини герба Корона, які геральдисти не вважають нащадками родини Бонін: Лукашевичі та Корони. Всього Т. Гайль нараховує 7 родів герба Корона: Бонін, Чешевські, Корона, Лукашевичі, Славяновські, Сулицькі, Зулицькі. 
Згадка про шляхтича Лукашевича гербу Корона в 1700 р. походить від Польської шляхетської енциклопедії. Ця згадка невизначена, хоча автор статті посилається на Бонецького. В той же час він згадує Лукашевичів зі схожим гербом Тристріл. 